# Myopites variofasciatus
Myopites variofasciatus es una especie de insecto del género Myopites de la familia Tephritidae del orden Diptera.
Becker la describió en el año 1903.
Se encuentra en Egipto e Israel.